# LIMIT BREAK
「LIMIT BREAK」（リミットブレイク）は、JAM Projectの47枚目のシングル。2012年4月25日にLantisから発売された。

## 概要
前作「我が名は牙狼」から約3ヶ月ぶりのリリース。
表題曲「LIMIT BREAK」は、テレビ愛知・テレビ東京系アニメ『カードファイト!! ヴァンガード アジアサーキット編』のオープニングテーマとして使用されている。また、シングル作品のテレビアニメのタイアップは45枚目のシングル「Believe in my existence」以来。

## 収録曲
1. LIMIT BREAK [4:17]
作詞：影山ヒロノブ・きただにひろし、作曲：影山ヒロノブ、編曲：鈴木マサキ
  - テレビ愛知・テレビ東京系アニメ『カードファイト!! ヴァンガード アジアサーキット編』初代オープニングテーマ
2. Fight! Fight! Fighting! [5:27]
作詞：きただにひろし・奥井雅美、作曲：きただにひろし、編曲：三宅博文
3. LIMIT BREAK （off vocal）
4. Fight! Fight! Fighting!（off vocal）